# ATP Challenger Istanbul
Das ATP Challenger Istanbul (offizieller Name: PTT Cup Istanbul) war ein Tennisturnier in Istanbul, das 2013 einmal ausgetragen wurde. Es war Teil der ATP Challenger Tour und wurde im Freien auf Hartplatz gespielt.

## Liste der Sieger

### Einzel
| Jahr | Sieger          | Finalgegner | Ergebnis             |
| ---- | --------------- | ----------- | -------------------- |
| 2013 | Benjamin Becker | Dudi Sela   | 6:1, 2:6, 3:2 aufgg. |

### Doppel
| Jahr | Sieger                       | Finalgegner                | Ergebnis         |
| ---- | ---------------------------- | -------------------------- | ---------------- |
| 2013 | James Cluskey Fabrice Martin | Brydan Klein Ruan Roelofse | 3:6, 6:3, [10:5] |